# Ostermiething
Ostermiething is een gemeente in de Oostenrijkse deelstaat Opper-Oostenrijk.

## Geografie
Ostermiething heeft een oppervlakte van 21,71 km². Het ligt in het centrum van het land, ten noorden van het geografisch middelpunt. De grensgemeente heeft als zuidwestelijke gemeentegrens de bedding van de Salzach welke rivier op dat deel van zijn loop de Oostenrijks-Duitse grens vormt.
Altheim · Aspach · Auerbach · Braunau am Inn · Burgkirchen · Eggelsberg · Feldkirchen bei Mattighofen · Franking · Geretsberg · Gilgenberg am Weilhart · Haigermoos · Handenberg · Helpfau-Uttendorf · Hochburg-Ach · Höhnhart · Jeging · Kirchberg bei Mattighofen · Lengau · Lochen am See · Maria Schmolln · Mattighofen · Mauerkirchen · Mining · Moosbach · Moosdorf · Munderfing · Neukirchen an der Enknach · Ostermiething · Palting · Perwang am Grabensee · Pfaffstätt · Pischelsdorf am Engelbach · Polling im Innkreis · Roßbach · St. Georgen am Fillmannsbach · St. Johann am Walde · St. Pantaleon · St. Peter am Hart · St. Radegund · St. Veit im Innkreis · Schalchen · Schwand im Innkreis · Tarsdorf · Treubach · Überackern · Weng im Innkreis
- Gemeinsame Normdatei: 4573638-8
- MusicBrainz: 89205cdb-b27d-4870-8f1c-0258f25cab6b
- Virtual International Authority File: 236559496